# Stare Miasto (arrondissement de Wrocław)
Pour les articles homonymes, voir Stare Miasto.

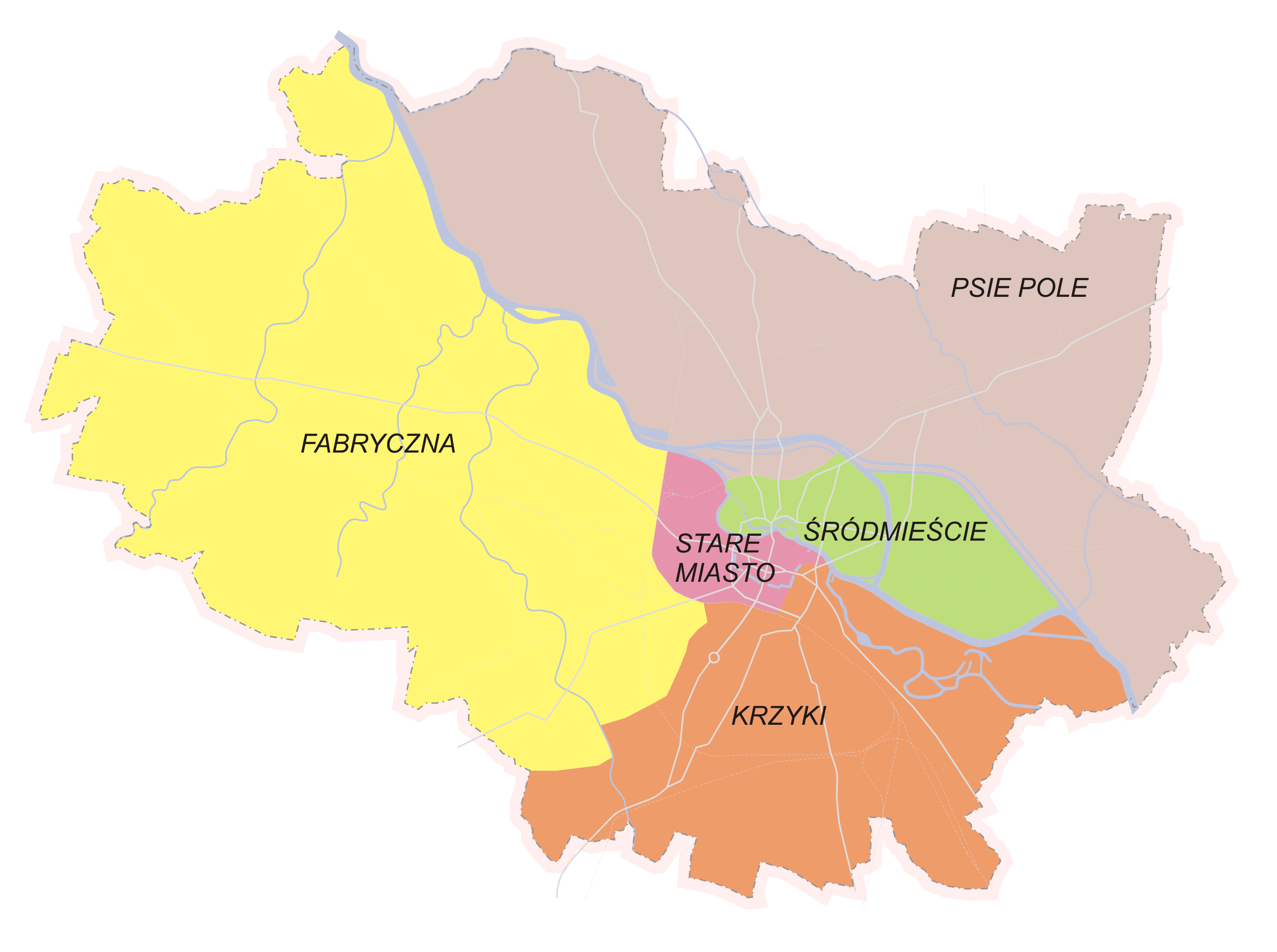
Plan de Wrocław

Stare Miasto (vieille-ville) - Situé en plein centre de la ville de Wrocław, comprenant la plupart des quartiers historiques, ainsi que les parties du sud et de l'ouest rattachées à la ville en 1808.
Les frontières de l'arrondissement sont : la rive gauche de l'Oder, le vieux cours d'eau d'Oława, le segment est des fosses municipales, la rue Dworcowa ainsi que la ligne de chemin de fer de la Gare centrale de Wrocław en direction de Poznań. L'arrondissement comprend les quartiers de : Stare Miasto (incluant également Nowe Miasto), Przedmieście Świdnickie ainsi que Szczepin. Ce dernier (constitué principalement de très hauts immeubles d'habitation construits dans les années 1960 et 70), concentre le plus grand nombre d'habitants, bien que sa partie nord demeure encore en friche.

## Liste des quartiers de l'arrondissement
(ainsi que la date d'intégration à la ville)
- Stare Miasto (quartier d'origine de Wrocław)
- Przedmieście Świdnickie (1808)
- Szczepin (1808)